# Ras Algethi
Ras Algethi o Rasalgethi (α Herculis / α Her / 64 Herculis) es una estrella de magnitud aparente +3,31 en la constelación de Hércules. Se encuentra a 382 años luz de distancia del sistema solar.

## Nombre
El nombre de Ras Algethi, procedente del árabe Ar-Rās al-Jāthīyy (الرأس الجاثي), significa «la cabeza del arrodillado».
Sin embargo, entre los nómadas esta estrella era conocida por Al-Kalb ar-Rāʽi (الكلب الراعي), «el perro del pastor», título que compartía con Ras Alhague (α Ophiuchi).
Los chinos llamaban a α Herculis Ti Tso, «el asiento del emperador», así como Tsin.
Por otra parte, esta estrella y varias cercanas a ella —incluyendo a ι Herculis y κ Herculis— constituían el asterismo Ho, una de las medidas utilizadas en China.

## Características físicas
Ras Algethi es un sistema estelar quíntuple, cuya estrella principal, Ras Algethi A (HR 6406), es una supergigante o gigante roja luminosa de tipo espectral M5II. Su luminosidad, en el espectro visible, es 475 veces mayor que la del Sol, pero si se incluye la energía que la estrella emite como radiación infrarroja, su luminosidad asciende hasta 17 000 soles. Su radio, 400 veces más grande que el del Sol, es de 1,9 UA; situada en el centro del sistema solar, la estrella se extendería más allá de la órbita de Marte. Es, además, una variable irregular cuyo brillo varía del orden de una magnitud en períodos que van de meses a años.
Estudios realizados mediante interferometría muestran que tiene dos compañeras muy cercanas; la primera se puede resolver sólo en ocasiones y está separada 0,02 segundos de arco de ella, mientras que la segunda tarda 10 años en orbitarla.
Ras Algethi B (HR 6407) está situada a 550 UA y emplea más de 3000 años en completar la órbita en torno a Ras Algethi A. A su vez es una estrella binaria, formada por una gigante amarilla de tipo G5III y una enana blanco-amarilla de tipo F2V. Separadas entre sí 0,4 UA —aproximadamente la distancia de Mercurio al Sol—, tardan 52 días en completar la órbita.
Una nube de gas en expansión, creada por el fuerte viento estelar que sopla desde la supergigante roja, envuelve a esta binaria.
Hay también dos compañeras más de magnitudes aparentes 11,1 y 15,5 a distancias respectivas de 79 segundos de arco y 19 segundos de arco, pero que parecen ser compañeras ópticas.